# Vulfilda da Saxônia
Vulfilda da Saxônia (em alemão:  Wulfhild; 1075 — Altdorf, 29 de dezembro de 1126) foi duquesa da Baviera como esposa de Henrique IX da Baviera, "o Negro". 

## Família
Ela era filha do duque Magno I da Saxónia e da princesa Sofia da Hungria.
Seus avós paternos eram Ordulfo da Saxônia e Vulfilda da Noruega. Seus avós maternos eram Bela I da Hungria e Riquilda da Polônia.
Vulfilda tinha apenas uma irmã por parte de pai e mãe, Eilica, esposa de Otão, conde de Ballenstedt.
Sua mãe, Sofia, se casou com Henrique após a morte do primeiro marido, o marquês Ulrico I de Carníola. Dessa união, os meio-irmãos de Vulfilda foram: os marqueses Ulrico II de Carníola e Popo II de Carníola,; uma irmã possivelmente chamada Hildburga, casada com Conrado, duque da Morávia, filho de Bretislau I da Boémia; Ricarda, esposa de Ecardo I, conde de Scheyern e Adelaide, casada duas vezes.

## Casamento
Vulfilda se casou com Henrique IX em data desconhecida. Ele era filho do duque Guelfo I da Baviera e de Judite de Flandres, viúva de Tostigo.
O casal teve sete filhos:
- Henrique X da Baviera (1108 - 20 de outubro de 1139), chamado "o Orgulhoso", sucessor do pai no ducado, foi marido de Gertrudes de Süpplingenburg, filha do imperador Lotário II. Teve descendência;
- Conrado (m. 17 de março de 1126), monge da Ordem de Cister;
- Sofia (m. antes de 10 de julho de 1147), foi casada duas vezes, primeiro com Bertoldo III, duque de Zähringen, e depois com Leopoldo, marquês de Estíria. Teve descendência;
- Judite de Guelfo (após 1100 - 22 de fevereiro de 1130/31), duquesa da Suábia como esposa de Frederico II da Suábia, com quem teve dois filhos, entre eles, Frederico I da Germânia, imperador do Sacro Império Romano-Germânico;
- Matilde (16 de fevereiro/março de 1183), foi esposa do marquês Diepoldo IV de Vohburgo, e depois de ficar viúva, se casou com o conde Gebardo III de Sulzbach. Teve filhos;
- Guelfo VI (16 de dezembro de 1114/15 de dezembro de 1116 - 14 ou 15 de dezembro de 1191), foi marquês de Toscana e duque de Spoleto. Se casou com Uta de Schauenburg, e foi pai de Guelfo VII, seu sucessor;
- Vulfilda (m. 18 de maio após 1156), casada com Rodolfo, conde de Bregenz, com quem teve uma filha, Isabel.

Seu marido teve um filho, Adalberto, abade da Abadia de Corvey, com uma amante desconhecida.